# Chicago American Gears
Els Chicago American Gears foren un equip que jugà a la National Basketball League (NBL), competició anterior a l'actual NBA, amb seu a la ciutat de Chicago, Illinois. Fou fundat el 1944.

## Història de la franquícia
L'equip fou creat el 1944 pel president de l'American Gear Company, Maurice White. A la seva primera temporada guanyaren 14 partits i en perderen 16, quedant eliminats per un resultat de 2-1 a les finals de la Divisió Oest davant els Sheboygan Red Skins. Al seu segon any a la lliga no va aconseguir classificar-se per a les eliminatòries pel títol (Play-Offs), tenint la lliga ja 8 equips. A la temporada 1946-47, que seria l'última temporada de l'equip, aconseguiren fitxar George Mikan, qui els últims 7 partits de la fase regular va aconseguir una mitjana de 16,5 punts per partit (fet inèdit per a un novell) tenint un paper clau perquè l'equip aconseguís el títol de lliga després de guanyar a la final als Rochester Royals per un resultat de 3-1. Mikan fou escollit MVP després d'anotar 100 punts en 5 partits i també va ser inclòs dins de l'equip ideal.
No obstant això; abans de l'inici de la temporada 1947-48, el propietari dels Gears va treure l'equip de la lliga (la seva intenció era la de crear una nova competició amb 24 equips, que es diria Professional Basketball League of America (Lliga de Bàsquetbol Professional d'Amèrica, on ell seria el propietari de tots els equips participants i dels seus pavellons. Després d'un mes de competició la lliga va desaparèixer). Aleshores els jugadors dels equips de la PBLA (inclosos els dels Gears) es varen redistribuir entre els 11 equips que van romandre a la NBL, arribant així George Mikan als Minneapolis Lakers.

## Trajectòria
Nota: G: Partits guanyats P: Partits perduts %: Percentatge de partits guanyats (sobre 1)
| Temporada | Lliga | G  | P  | %     | Posició | Divisió      | Play-offs                          |
| --------- | ----- | -- | -- | ----- | ------- | ------------ | ---------------------------------- |
| 1944-45   | NBL   | 14 | 16 | .467  | 2n      | Divisió Oest | Perd les finals de la Divisió Oest |
| 1945-46   | NBL   | 17 | 17 | .500  | 3r      | Divisió Oest |                                    |
| 1946-47   | NBL   | 26 | 18 | .591  | 5è      | Divisió Oest | Campió de la NBL                   |
| 1947-48   | PBLA  | 8  | 0  | 1.000 | 1r      | Divisió Nord | Desaparegué                        |